# Lek (film)
Pour les articles homonymes, voir Lek.
Pour plus de détails, voir Fiche technique et Distribution.
Lek est un film néerlandais réalisé par Jean van de Velde, sorti en 2000.

## Synopsis
Un jeune policier doit essayer d'obtenir un renseignement d'un ami d'enfance devenu gangster. Celui-ci devient son informateur.

## Fiche technique
- Titre : Lek
- Réalisation : Jean van de Velde
- Scénario : Simon de Waal (nl), Jan van Daalen (roman Sans Rancune) et Jean van de Velde
- Photographie : Jules van den Steenhoven
- Pays d'origine :  Pays-Bas
- Format :
- Genre : thriller et policier
- Date de sortie : 27 avril 2000

## Distribution
- Cas Jansen : Eddy Dolstra
- Ricky Koole : Ria de Boer
- Thomas Acda : Franco
- Victor Löw : Sjakie Boon / Jack
- Gijs Scholten van Aschat : Ferdinand de Wit
- Ton Kas : Ben Haverman
- Jacqueline Blom : la gynécologue
- Saskia Temmink : partenaire de Bilj

## Récompenses et distinctions
- Veau d'or au festival du cinéma néerlandais d'Utrecht en 2000 
  - Meilleur long métrage : Rolf Koot (nl) et Jean van de Velde
  - Meilleur réalisateur : Jean van de Velde
  - Meilleur acteur : Victor Löw
  - Meilleur scénario : Jean van de Velde et Simon de Waal (nl)[1]